# Енгельсберзький залізоробний завод
Енгельсберзький залізоробний завод (швед. Engelsbergs bruk) — колишній залізоробний завод у Швеції у селі Енгельсберг комуни Фагерста лену Вестманланд. Був заснований 1681 року, припинив діяльність 1919 року. Промислові будівлі заводу добре збереглися. 1993 року завод було занесено у Список об'єктів Світової спадщини ЮНЕСКО у Швеції.

## Опис
Енгельсберзький залізоробний завод є найкраще і найбільш повно збереженим з металургійних заводів Швеції 19 століття. До комплексу входять 50 будівель різного віку й призначення — промислові будівлі з устаткуванням, конторські будинки, а також житлові будинки працівників заводу. Всі об'єкти збереглися у своєму первісному вигляді, який вони мали на момент закриття заводу.
Одна з найстаріших будівель комплексу була збудована 1750 року. Це двоповерховий будинок з шальованими стінами і критим бляхою дахом. Інтер'єр будинку прикрашений кількома картинами з видами самого маєтку, доменних печей і кузні. Остання перебудова маєтку припадає на 1828 рік, коли він потрапив у нові руки. Тоді були зроблені нові вікна, добудовано ґанок, а також було побудовано годинникову вежу у внутрішньому дворику. Біля головного будинку маєтку розташовані будинок садівника (1790), броварня (1829), стайня, збудована з цегли, зробленої зі шлаку (швед. Sintersten) (1872).
Серед інших будівель можна побачити будинок інспектора, будинок контори, каретний сарай, будинки котеджного типу, в яких жили ковалі. Ливарний двір було збудовано у 1778 — 79 роках. Він зі змінами пізнішого часу й кузня 1850-х років та випалювальна піч 1800-х років залишилися у тому вигляді, який вони мали на момент закриття заводу. Разом вони дають доволі повну картину щодо технічного обладнання й роботи шведського залізоробного заводу 19 століття.
Завод є місцем туризму. Тут влаштовуються екскурсії щонайменше у період від травня до середини вересня.

## Історія
Виробництво заліза кустарним способом розпочалося селянами у районі Енгельбергу у 13 столітті. У 17 столітті обсяги виробництва стали вже значно відчутнішими. 1681 року у Енгельсбергу було побудовано залізоробний завод, що випускав як чавун, так і ковке залізо у брусках. Виробництво протягом першої половини 18 століття зростало — за період від 1695 по 1767 роки воно зросло від 135 до 264 тон на рік. 1778 року було розпочато будівництво, а 1779 року було задуто нову доменну піч, з найсучаснішим для свого часу обладнанням. Тоді ж було побудовано нову дробарку для руди та великий склад деревного вугілля. Наприкінці 18 століття було перебудовано кузню. 1836 року на заводі було встановлено нову повітродувку, що дозволило значно збільшити виробництво заліза. 1848 року було побудовано газову випалювальну піч. У 1850-х роках у кузні було встановлено нове французьке горно. Наприкінці 19 століття завод придбала компанія «Fagersta». 1919 року завод, який був вже застарілим для свого часу, було закрито.

## Галерея

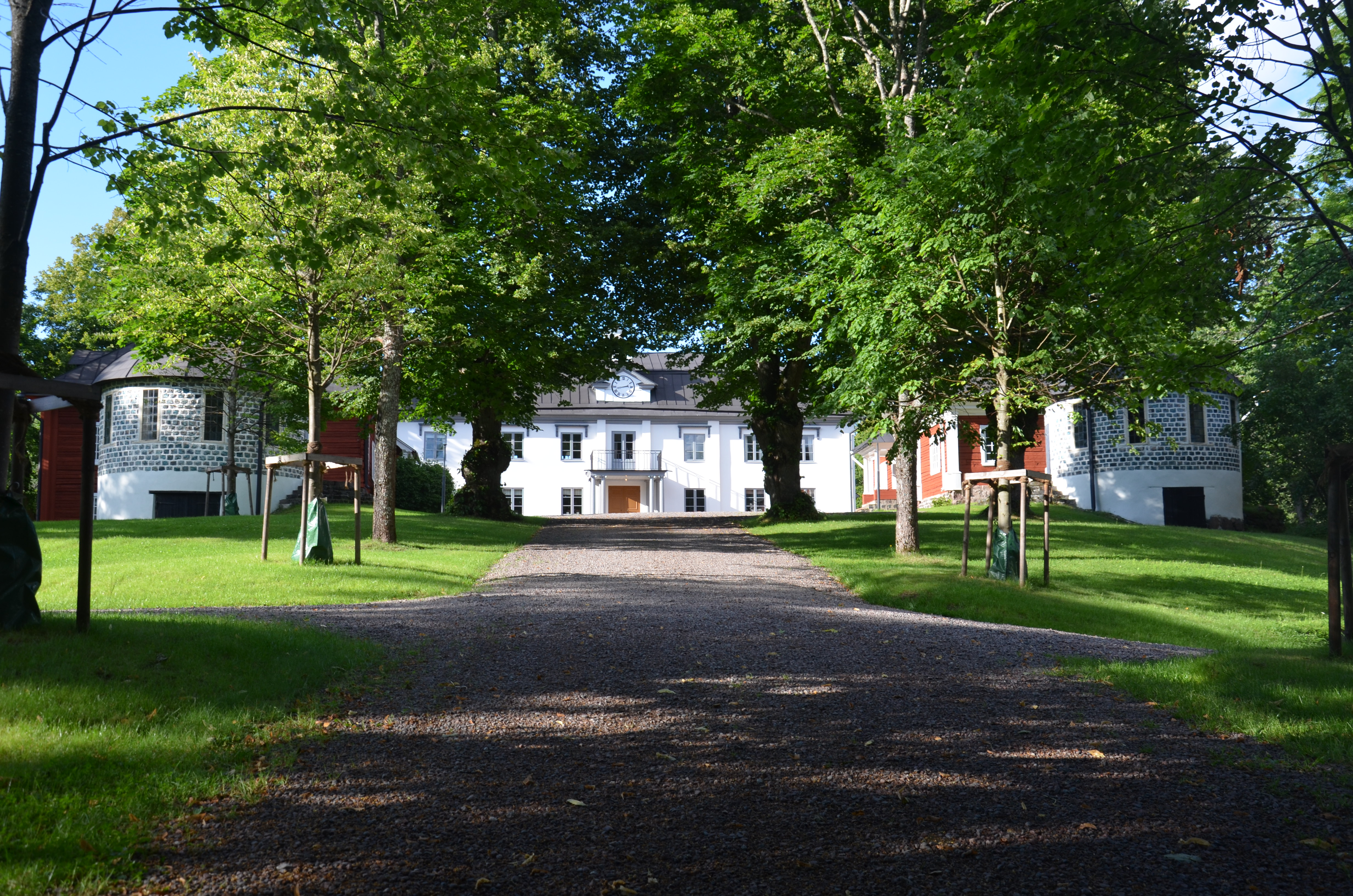
Маєток. 1750 рік.
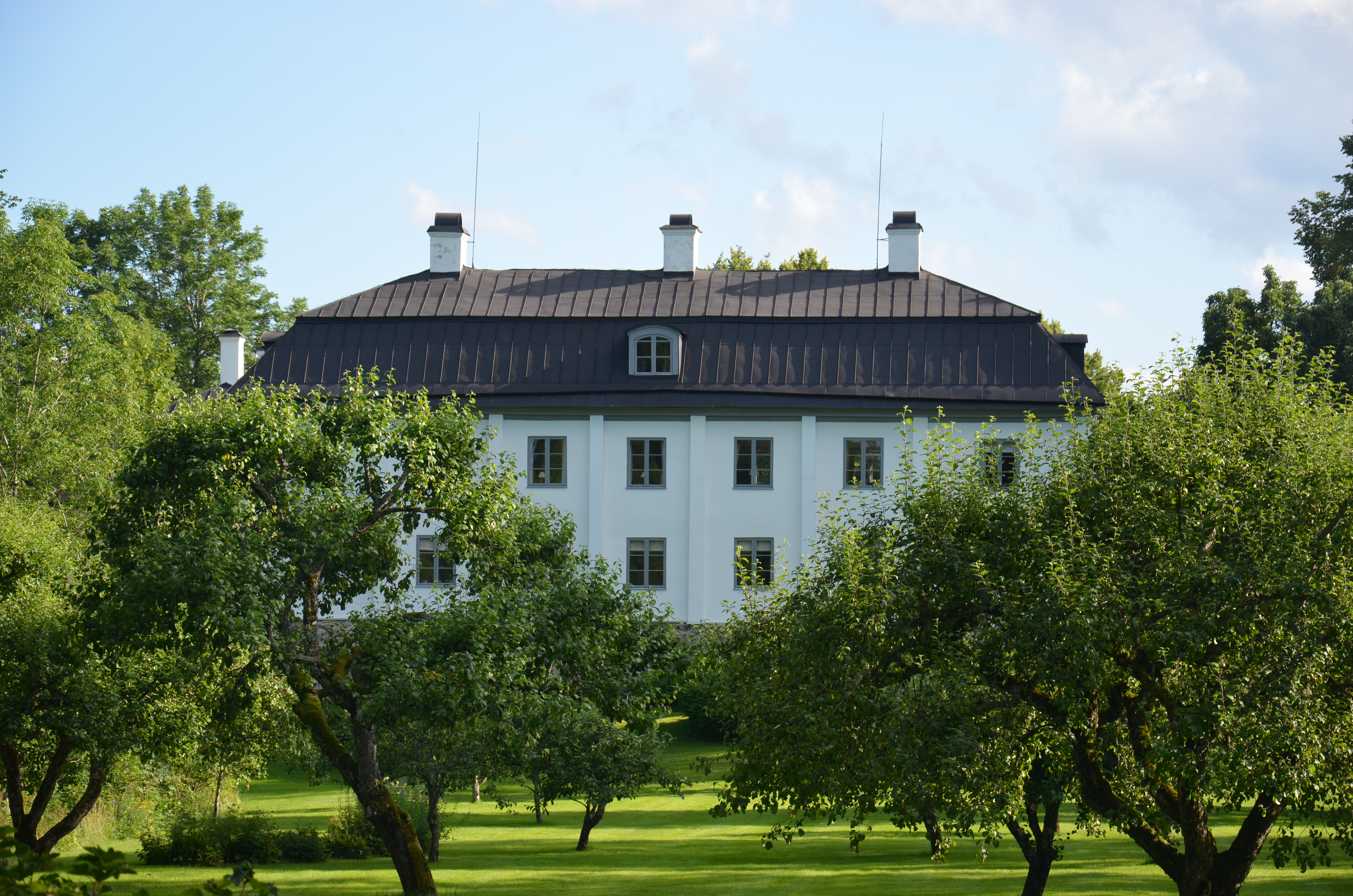
Вид на маєток з боку садка.
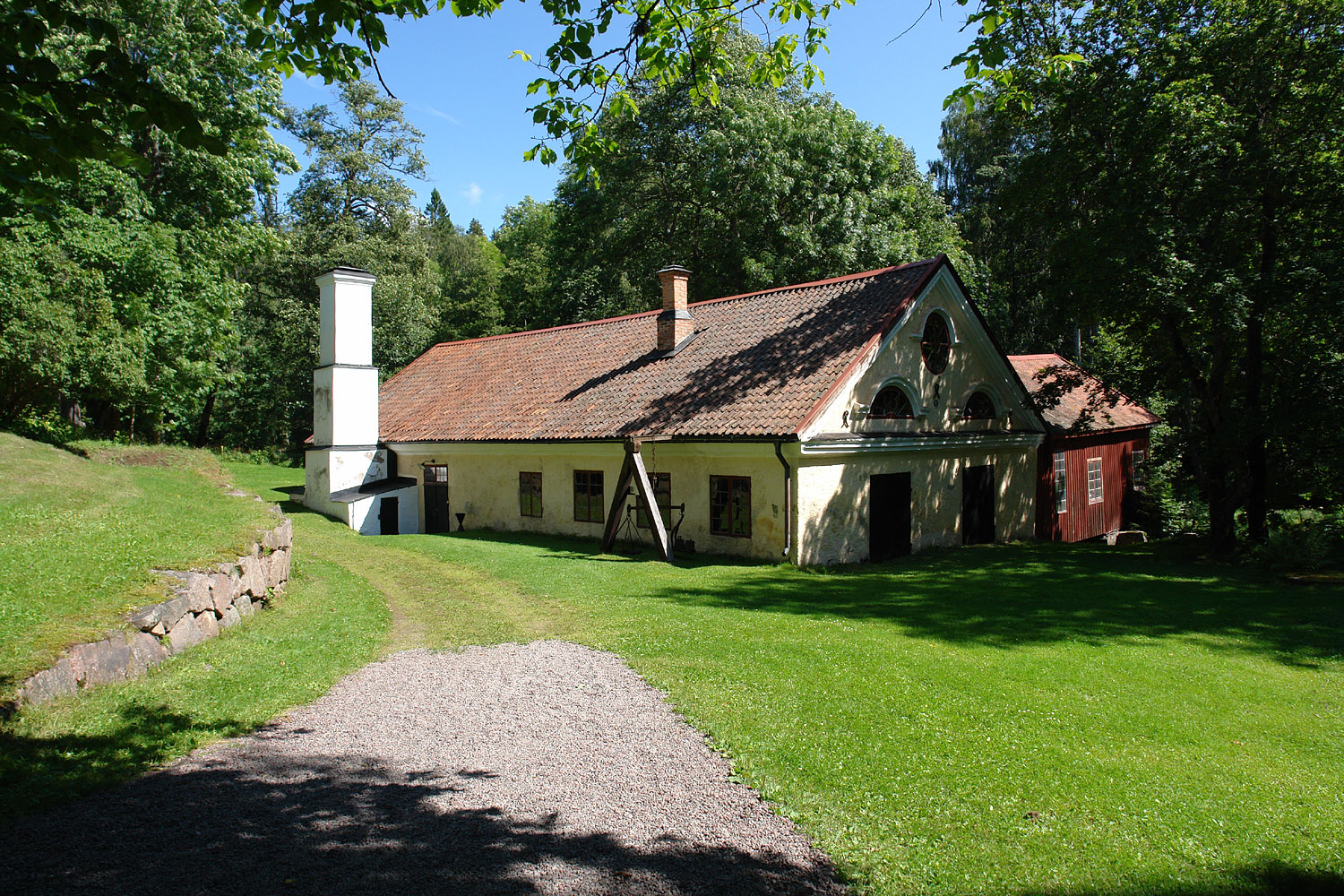
Гамарня, де було кричне горно.
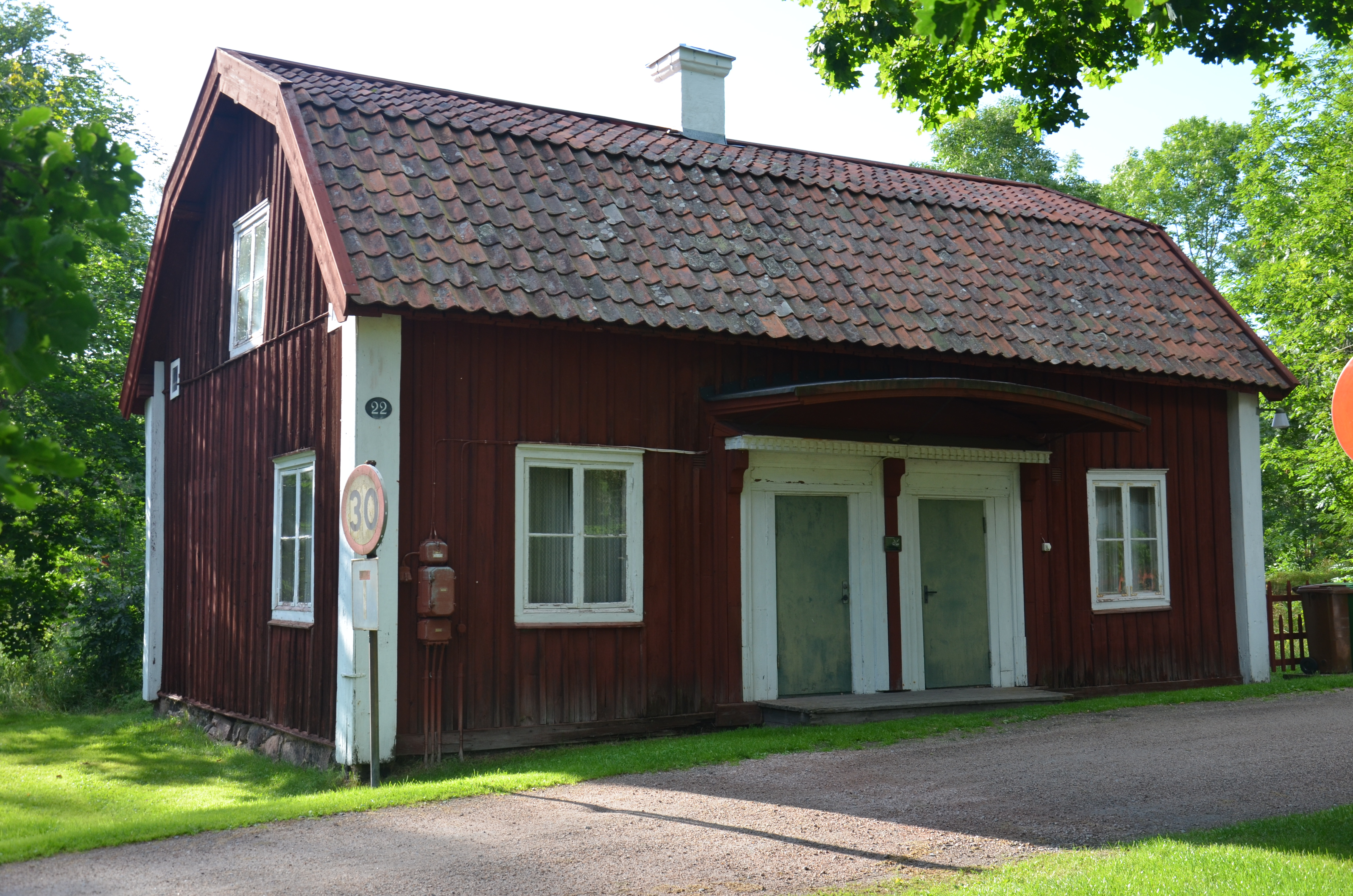
Будинок заводської контори.
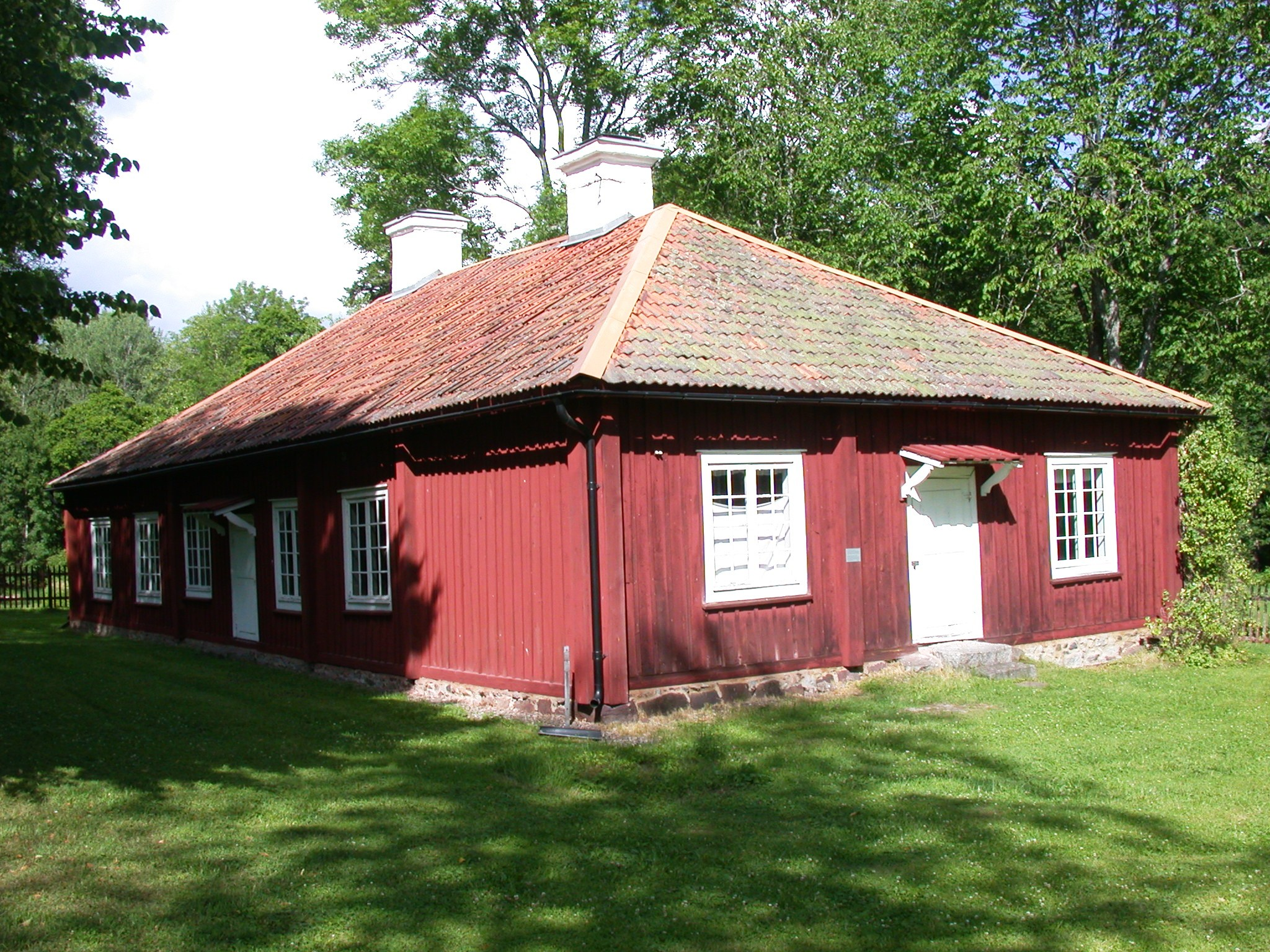
Житловий будинок робітників заводу.